# Þorsteinn Hjálmarsson
Þorsteinn G. Hjálmarsson (* 20. September 1911 in Reykjavík; † 10. Dezember 1984 ebendort) war ein isländischer Wasserballspieler und Richter am Hæstiréttur.

## Karriere
Þorsteinn wurde als zweites von zehn Kindern des Ehepaares Hjálmar Þorsteinsson (1886–1972) und Margrét Halldórsdóttir (1895–1976) geboren. Er begann in jungen Jahren bei Ármann Reykjavík mit dem Schwimmen, die besten Leistungen erzielte Þorsteinn im Brustschwimmen und beim Wasserball. Zur Weiterbildung in seinem Beruf als Zimmerer ging der Isländer in den frühen 1930er Jahren nach Dänemark. Nach der Rückkehr in die Heimat stellte Þorsteinn zahlreiche nationale Schwimmrekorde auf. Er nahm mit der isländischen Nationalmannschaft und seinen Teamkollegen Jón Jónsson, Jón Ingi Guðmundsson, Jónas Halldórsson, Magnús Pálsson, Stefán Jónsson, Úlfar Þórðarson und Þórður Guðmundsson am olympischen Wasserballturnier 1936 in Berlin teil. Das Team, das im havelländischen Nauen trainiert hatte, unterlag in der Vorrunde den Mannschaften aus der Schweiz (1:7), Schweden (0:11) und Österreich (0:6). Nach diesen Ergebnissen belegte die Mannschaft den geteilten 13. Platz unter 16 Teilnehmern. Im Jahr 1937 begann Þorsteinn als ehrenamtlicher Schwimm- und Wasserballtrainer bei Ármann Reykjavík und führte den Verein unter anderem zwanzig Mal in Folge zur Landesmeisterschaft im Wasserball. Als im Jahr 1953 zum ersten Mal seit den Olympischen Spielen eine isländische Wasserballnationalmannschaft gebildet wurde, fungierte Þorsteinn als deren Trainer und Reiseleiter.
Þorsteinn arbeitete seit Ende 1977 als Richter am Hæstiréttur, dem obersten Gericht Islands. Er war unverheiratet und starb nach schwerer Krankheit im Landspítali.